# Ivan Kassoutine
Ivan Dmitrievitch Kassoutine - en russe : Иван Дмитриевич Касутин, et en anglais : Ivan Kasutin - (né le 17 octobre 1986 à Vologda en URSS) est un joueur professionnel russe de hockey sur glace,. Il est le frère de Ievgueni Kassoutine, également hockeyeur.

## Biographie

### Carrière en club
En 2002, il commence sa carrière avec l'équipe réserve du Lokomotiv Iaroslavl dans la Pervaya liga , le troisième échelon russe. Il débute dans la Superliga lors de la saison 2006-2007 avec le HK CSKA Moscou. En 2008, il s'impose comme titulaire au Neftekhimik Nijnekamsk au cours de la première saison de la KHL.

### Carrière internationale
Il représente la Russie au niveau international. Il a participé aux sélections jeunes. L'équipe remporte la médaille d'or lors du championnat du monde moins de 18 ans 2004. Il est alors la doublure d'Anton Khoudobine. Il prend part au Défi ADT Canada-Russie en 2005. Il fait sa première apparition en senior le 11 novembre 2010 avec l'équipe de Russie B contre l'Ukraine au cours d'une manche de l'Euro Ice Hockey Challenge.

## Trophées et honneurs personnels
- Kontinentalnaïa Hokkeïnaïa Liga
  - 2010 : nommé meilleur gardien du mois de mars.
  - 2010 : nommé meilleur gardien des quarts de finale.
  - 2010 : meilleur pourcentage d'arrêts des séries éliminatoires.
  - 2010 : meilleure moyenne de buts alloués lors des séries éliminatoires.